# Abraham van Riebeeck
Abraham van Riebeeck (Kaapkolonie, 18 oktober 1653 – Batavia, 17 november 1713) was gouverneur-generaal van Vereenigde Oostindische Compagnie (VOC).

## Biografie
Abraham was de zoon van Jan van Riebeeck, de commandeur van de Kaapkolonie en Maria de la Queillerie, de dochter van een Waalse predikant. Hij werd geboren in Kaap de Goede Hoop, toen de vestiging pas een jaar bestond er amper honderd mensen woonden. In 1662 vertrokken zijn ouders naar Nederlands-Malakka.  Abraham en zijn broer Lambertus werden onder toezicht van de zeeheld Douwe Aukes op het schip Paerl naar Holland gebracht. In Rotterdam werden de jongens leerlingen op de Latijnse School, het latere Erasmiaans Gymnasium. Na het afronden van zijn studie in Leiden in 1676 ging Abraham van Riebeeck in opleiding bij de Vereenigde Oostindische Compagnie als onderkoopman. Aanvankelijk werkte hij in Palembang. In 1684 werd hij benoemd als secretaris van de Hoge Regering, in 1690 werd hij zelf lid van de Raad van Indië. In 1709 werd hij benoemd tot gouverneur-generaal, als opvolger van zijn schoonzoon Joan van Hoorn.
Van Riebeeck had een bijzondere liefde voor zijn geboorteland gehouden en werd daarom 'de Afrikaner' genoemd. Van Riebeeck was, net als zijn vader, een ontdekkingsreiziger, enkele grote en kleine reizen in Nederlands-Indië, onder andere in de Preanger, steeds in het gezelschap van landmeters en kaartenmakers. Hij beklom de Salak (berg) en een vulkaan bij Bandoeng. In 1712 werd de eerste koffie naar het vaderland verstuurd. Hij overleed aan dysenterie. Zijn dochter hertrouwde na het overlijden van haar schatrijke tweede echtgenoot met Cornelis Bors van Waveren.